# Sonny Thompson
Sonny Thompson (* 22. August 1922 in Centreville, Mississippi als Alphonso Thompson; † 11. August 1989 in Chicago) war ein US-amerikanischer Rhythm-and-Blues-Pianist, Songwriter, Musikproduzent und Bandleader.

## Leben und Wirken
Der Bandleader und Pianist Sonny Thompson gehörte zu den profiliertesten R&B- und Jump Blues Instrumentalisten, die Ende der 40er bis Anfang der 50er Jahre populär waren. Er wuchs in Chicago auf; nach dem Besuch der Wendell Phillips High School studierte er am Chicago Conservatory of Music. In den Clubs der Stadt wurde er von der Musik Art Tatums und Earl Hines’ geprägt. Ab 1940 arbeitete er als Profimusiker, kurz unterbrochen von der Zeit in der Armee, aus der er nach einem Unfall wieder entlassen wurde. Ab Anfang 1944 trat er als Solopianist auf; kurze Zeit leitete er auch eine 1945 ein Bigband im El Grotto, dem Basement-Club des Pershing Hotels, dessen Auftritte im Rundfunk übertragen wurden. Nach Auflösung des Ensembles arbeitete er weiter als Solist; es entstanden die ersten 78er-Aufnahmen unter eigenem Namen 1946 für das kleine Detroiter Label Sultan Records („Southside Boogie“ / „Sonny's Boogie“), später für Sunrise Records. In diese Zeit fallen auch Aufnahmen mit der Sängerin June Richmond für Mercury, die er mit einer Combo begleitete sowie mit dem Dick Davis Orchestra („Memphis Train“).
Im Jahr 1948 hatte er zwei #1 Hiterfolge in den R&B-Charts mit „Long Gone (Parts I and II)“ und „Late Freight“, die er mit dem Saxophonisten Eddie Chamblee für das Chicagoer Label Miracle Records eingespielt hatte; „Long Gone“ wurde zu einer der meistverkauften R&B-Schallplatten der Ära und zu Thompsons Erkennungsmelodie. Weitere Nummern entstanden für die Label Federal und Deluxe; weniger erfolgreich waren die Titel „Blue Dreams“ und „Still Gone“. Seiner Band gehörten 1951 der Tenorsaxophonist Tina Brooks und der Trompeter Henry Glover an. 1951 wechselte er zu King Records, wo er Aufnahmen mit dem Sänger Jesse Edwards einspielte, den  „Smoke Stack Blues“ und „Uncle Sam Blues“ sowie „The Mellow Blues (parts one and two)“ unter eigenem Namen. Weitere Top-Ten-Hits in den R&B-Charts hatte er dann mit der Sängerin Lula Reed; den größten Erfolg hatte „I'll Drown in My Tears“, der #5 der Hitparade erreichte und später von Ray Charles gecovert wurde.  Danach begann eine erfolgreiche Periode der Zusammenarbeit mit Lula Reed, die gemeinsam zahlreiche Tourneen durch die Vereinigten Staaten unternahmen. Thompson nahm bis 1959 Platten mit Reed auf. Als Songwriter arbeitete er 1960 für den Blues-Gitarristen Freddie King, für den er u. a. den Titel „Hideaway“ schrieb. Noch 1961/62 wirkte an bei dessen Titeln „Side Tracked“ und „Driving Sideways“ mit. 
In den 1960er Jahren betätigte er sich ansonsten nicht mehr als aktiver Musiker, sondern arbeitete als musikalische Direktor, Produzent und A&R für King Records im Raum Chicago.

## Diskographische Hinweise
- The Complete Recordings Vol. 1 (1945–1948) (Blue Moon)
- Cat on the Keys (Swingtime, 1947–56)
- Mellow Blues for the Late Hours (King, 1959)
- Sonny Thompson Swings in Paris (Black & Blue, ed. 1972)